# Variável Delta Scuti
Em astronomia, as variáveis δ Scuti são uma classe de estrelas variáveis com massas entre 1,5 e 2,5 massas solares, cuja localização no diagrama HR é a região de intersecção da sequência principal com a parte inferior da faixa de instabilidade  das estrelas Cefeidas. Esta classe estelar inclui estrelas da sequência principal, bem como estrelas que já saíram da sequência principal, mas que ainda possuem uma camada de fusão de hidrogênio. 
São estrelas dos tipos espectrais A0–F6 e das classes de luminosidade III–V.
A maioria das variáveis δ Scuti são estrelas pulsantes multiperiódicas, tal como as estrelas anãs brancas pulsantes, porém com frequências de pulsação mais baixas, entre 50 e 600 μHz. Os modos de pulsação são tanto radiais quanto não-radiais e são produzidos pelo mecanismo-κ associado com a zona onde o hélio está parcialmente ionizado. 
Estrelas delta Scuti oferencem uma boa oportunidade para se aplicar as ferramentas da asterosismologia para estudar mecanismos físicos chaves que atuam durante a fase na sequência principal, como o transporte de momento angular e o transporte de matéria nas camadas convectivas da estrela.
Podem também ser denominadas de por cefeidas de período ultra curto ou cefeidas anãs.